# Funicle anterior
El funicle anterior (o columna anterior) és una de les dues parts separades pel més lateral dels feixos de les arrels nervioses ventrals. L'altra és el funicul lateral, entre la sortida d'aquestes arrels i el solc posterolateral.